# Beania erecta
Beania erecta is een mosdiertjessoort uit de familie van de Beaniidae. De wetenschappelijke naam van de soort is voor het eerst geldig gepubliceerd in 1904 door Waters.